# 比安基
比安基（義大利語：Bianchi）是意大利科森扎省的一个市镇。总面积32平方公里，人口1411人，人口密度44.1人/平方公里（2009年）。ISTAT代码为078016。